# 多爾戈波爾斯基詞表
多爾戈波爾斯基詞表是語言學家阿哈龍·多爾戈波爾斯基於1964年所編列的詞表。該詞表列出了15個具有高度語義穩定性的詞項，也就是說，這些詞項在語言發展時較不容易被其他詞所取代。該詞表是基于橫跨歐亞大陸140個語言的研究而得出的。
下列為依語義穩定性所排序的詞項列表：
1. 我（第一人稱單數）
2. 二；一對
3. 你（第二人稱單數）
4. 誰；什麼
5. 舌頭
6. 名字
7. 眼睛
8. 心臟
9. 牙齒
10. 沒有；不
11. 指甲
12. 蝨（頭蝨）
13. 眼淚；淚滴
14. 水
15. 死

詞表中的第一個詞項：「我」，在140個語言中都沒有被取代。而第十五個詞項：「死」，則在25%的語言中被取代。
第十二個詞項：「蝨（頭蝨）」，在北高加索語言，達羅毗荼語言和突厥語言中保存良好，但在其他原始語言則否。